# Hendrik I van Rodez
Hendrik I van Rodez (ca. 1175 - 1221) was een zoon van Hugo II van Rodez en zijn vrouw Bertrande van Amalon. In 1208 volgde hij zijn vader op als Graaf van Rodez en Burggraaf van Carlat. Hij stierf tijdens zijn deelname aan de Vijfde Kruistocht. Hendrik was gehuwd met:
- Algaiette, dochter van Guy van Scorailles

Zij werden samen de vader van:
- Hugo, volgt zijn vader op als graaf
- Guida, trouwde met de troubadour Pons van Monlaur